# Karabin maszynowy M249 SAW
M249 SAW (Squad Automatic Weapon) – ręczny karabin maszynowy kalibru 5,56 mm, będący amerykańską odmianą belgijskiego karabinu FN Minimi. Broń służy w Siłach Zbrojnych Stanów Zjednoczonych od połowy lat 80 XX wieku.